# Bahnstrecke Winsen–Hützel
| OHE VT 0508 "Ameisenbär" bei der Ausfahrt aus Döhle (2013) |                        |                                          |                                          |
| Streckennummer (DB): | 9112                   |                                          |                                          |
| Kursbuchstrecke (DB): | ex 109e                |                                          |                                          |
| Kursbuchstrecke: | 91c (1934) 109e (1946) |                                          |                                          |
| Streckenlänge: | 41,07 km               |                                          |                                          |
| Spurweite: | 1435 mm (Normalspur)   |                                          |                                          |
| Streckengeschwindigkeit: | 50 km/h                |                                          |                                          |
| |                        |                                          |                                          |
| \| \| 0,0 \| Winsen Süd Übergang zur Staatsbahn \| Winsen Süd Übergang zur Staatsbahn \| \| \| \| nach Marschacht \| \| \| \| \| Hamburg-Harburg–Lehrte \| \| \| \| 3,6 \| Luhdorf \| Luhdorf \| \| \| \| Luhe \| \| \| \| 7,6 \| Pattensen \| Pattensen \| \| \| 9,4 \| Wulfsen \| Wulfsen \| \| \| \| nach Jesteburg \| bis 1962 \| \| \| \| Wittenberge–Buchholz \| \| \| \| 10,2 \| Garstedt \| Garstedt \| \| \| 12,5 \| Neu Garstedt \| Neu Garstedt \| \| \| 13,9 \| Toppenstedt \| Toppenstedt \| \| \| \| Neubaustrecke Hannover–Hamburg (geplant) \| \| \| \| 16,8 \| Garlstorf \| Garlstorf \| \| \| \| Neubaustrecke Hannover–Hamburg (geplant) \| \| \| \| 18,8 \| Gödenstorf-Oelstorf \| Gödenstorf-Oelstorf \| \| \| 21,4 \| Salzhausen \| Salzhausen \| \| \| \| ehemals geplante Strecke von Lüneburg \| \| \| \| 23,4 \| Eyendorf \| 44 m \| \| \| \| Neubaustrecke Hannover–Hamburg (geplant) \| \| \| \| 27,7 \| Lübberstedt \| 71,5 m \| \| \| 31,0 \| Egestorf \| Egestorf \| \| \| 33,4 \| Döhle \| Döhle \| \| \| 35,6 \| Evendorf-Hörpel \| Evendorf-Hörpel \| \| \| \| Neubaustrecke Hannover–Hamburg (geplant) \| \| \| \| 37,8 \| Druhwald \| Druhwald \| \| \| \| von Lüneburg \| \| \| \| 41,1 \| Hützel (Lüneburg) \| Hützel (Lüneburg) \| \| \| \| nach Soltau \| \| |                        |                                          |                                          |
| Kopfbahnhof Streckenanfang | 0,0                    | Winsen Süd Übergang zur Staatsbahn       | Winsen Süd Übergang zur Staatsbahn       |
| Abzweig geradeaus und nach links |                        | nach Marschacht                          | nach Marschacht                          |
| Kreuzung geradeaus oben |                        | Hamburg-Harburg–Lehrte                   | Hamburg-Harburg–Lehrte                   |
| Haltepunkt / Haltestelle | 3,6                    | Luhdorf                                  | Luhdorf                                  |
| Brücke über Wasserlauf |                        | Luhe                                     | Luhe                                     |
| Haltepunkt / Haltestelle | 7,6                    | Pattensen                                | Pattensen                                |
| Haltepunkt / Haltestelle | 9,4                    | Wulfsen                                  | Wulfsen                                  |
| Abzweig geradeaus und ehemals nach rechts |                        | nach Jesteburg                           | bis 1962                                 |
| Kreuzung geradeaus unten (Querstrecke außer Betrieb) |                        | Wittenberge–Buchholz                     | Wittenberge–Buchholz                     |
| Haltepunkt / Haltestelle | 10,2                   | Garstedt                                 | Garstedt                                 |
| Haltepunkt / Haltestelle | 12,5                   | Neu Garstedt                             | Neu Garstedt                             |
| Haltepunkt / Haltestelle | 13,9                   | Toppenstedt                              | Toppenstedt                              |
| Kreuzung geradeaus unten (Querstrecke außer Betrieb) |                        | Neubaustrecke Hannover–Hamburg (geplant) | Neubaustrecke Hannover–Hamburg (geplant) |
| Haltepunkt / Haltestelle | 16,8                   | Garlstorf                                | Garlstorf                                |
| Kreuzung geradeaus unten (Querstrecke außer Betrieb) |                        | Neubaustrecke Hannover–Hamburg (geplant) | Neubaustrecke Hannover–Hamburg (geplant) |
| Bahnhof | 18,8                   | Gödenstorf-Oelstorf                      | Gödenstorf-Oelstorf                      |
| Bahnhof | 21,4                   | Salzhausen                               | Salzhausen                               |
| Abzweig geradeaus und ehemals nach links |                        | ehemals geplante Strecke von Lüneburg    | ehemals geplante Strecke von Lüneburg    |
| Haltepunkt / Haltestelle | 23,4                   | Eyendorf                                 | 44 m                                     |
| Kreuzung geradeaus unten (Querstrecke außer Betrieb) |                        | Neubaustrecke Hannover–Hamburg (geplant) | Neubaustrecke Hannover–Hamburg (geplant) |
| Haltepunkt / Haltestelle | 27,7                   | Lübberstedt                              | 71,5 m                                   |
| Bahnhof | 31,0                   | Egestorf                                 | Egestorf                                 |
| Haltepunkt / Haltestelle | 33,4                   | Döhle                                    | Döhle                                    |
| Haltepunkt / Haltestelle | 35,6                   | Evendorf-Hörpel                          | Evendorf-Hörpel                          |
| Kreuzung geradeaus oben (Querstrecke außer Betrieb) |                        | Neubaustrecke Hannover–Hamburg (geplant) | Neubaustrecke Hannover–Hamburg (geplant) |
| ehemaliger Dienststation / Betriebs- oder Güterbahnhof | 37,8                   | Druhwald                                 | Druhwald                                 |
| Abzweig geradeaus und von links |                        | von Lüneburg                             | von Lüneburg                             |
| Bahnhof | 41,1                   | Hützel (Lüneburg)                        | Hützel (Lüneburg)                        |
| Strecke |                        | nach Soltau                              | nach Soltau                              |

Die Bahnstrecke Winsen–Hützel ist eine normalspurige Eisenbahnstrecke der Schieneninfrastruktur Ost-Niedersachsen GmbH.

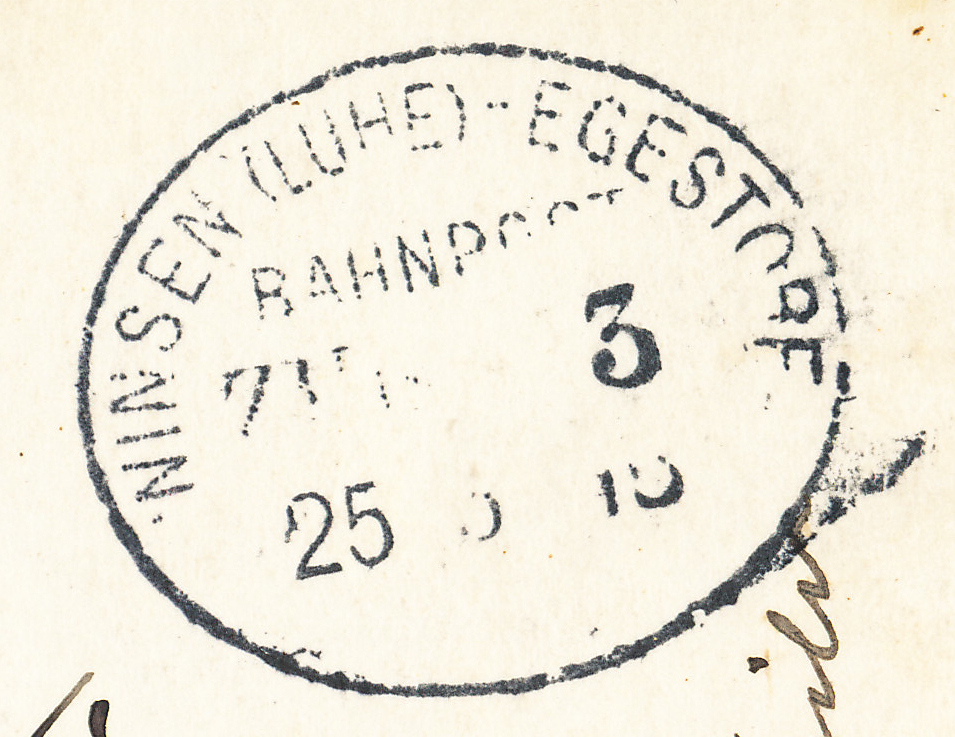
Bahnpoststempel auf einer Postkarte

## Geschichte
Die Kleinbahn Winsen-Evendorf GmbH eröffnete am 20. Juli 1906 zunächst die Bahnstrecke von Winsen bis Egestorf. Der Bahnhof Egestorf lag abseits der Ortschaft an der Kreisgrenze des Kreises Winsen. Eine Verlängerung war schon geplant, die dann am 8. Juli 1910 bis Hützel eröffnet wurde. Die Kleinbahn änderte damit auch ihren Namen in Kleinbahn Winsen–Evendorf–Hützel. In Hützel war der Anschluss an die erst 1913 eröffnete Bahnstrecke Lüneburg–Soltau vorgesehen. Die auch „Luhebahn“ genannte Strecke stellte quer durch die Lüneburger Heide eine Verbindung von der Hauptbahn Hamburg–Lüneburg zur Kleinbahn Lüneburg–Soltau dar.
Ab 1933 hatte das Niedersächsische Landeskleinbahnamt die Betriebsführung inne. Am 1. Januar 1944 wurden die beiden Winsener Kleinbahnen zur Winsener Eisenbahngesellschaft GmbH zusammengeschlossen, die mit der Gründung der Osthannoverschen Eisenbahnen AG am 11. Juli 1944 in diese aufging.
Zum 1. Januar 2022 wurde das gesamte Streckennetz der OHE und damit auch die Bahnstrecke Winsen–Hützel an die landeseigene Schieneninfrastruktur Ost-Niedersachsen GmbH verkauft, die die Strecke seitdem betreibt.

## Betrieb

### Personenverkehr
Obwohl die Verbindung nach Soltau angedacht war, gab es nie durchgehende Personenzüge, diese endeten in der Regel in Hützel. Auch die Anschlüsse waren nicht immer gegeben. In den Anfangsjahren wurden zwischen 130.000 und 160.000 Fahrgäste gezählt. Der Ausflugsverkehr spielte eine große Rolle, so verkehrten sonntags meist mehr Züge als werktags, aber er war auch stark saison- und witterungsabhängig. Ab 1933 wurde der Personenverkehr auf Triebwagen umgestellt. Das machte kürzere Fahrzeiten und einen dichteren Fahrplan möglich. In den 1950er und 60er Jahren gab es zwischen drei und fünf durchgehende Züge, zusätzlich noch Züge Winsen–Salzhausen. Im Sommerfahrplan 1967 hatte ab Mitte Juli ein Zugpaar sonn- und feiertags Kurswagen mit dem Laufweg Celle–Soltau Süd–Hützel–Winsen und zurück und ein weiteres Zugpaar Kurswagen von und nach Hamburg, ausgerichtet auf den Ausflugsverkehr aus den Ballungsräumen Hannover und Hamburg in die Lüneburger Heide.
Am 26. September 1970 wurde der planmäßige Personenverkehr eingestellt. Seit 31. Mai 1970 war nur noch ein werktäglicher Triebwagen Salzhausen–Hützel im Fahrplan aufgeführt. Es verkehren nach wie vor einzelne Züge im Touristikverkehr. An einigen Sonntagen im Sommer fährt der „Ameisenbär“ von Soltau (DB) nach Döhle.

### Güterverkehr
Übergang zur Staatsbahn war bis 1962 in Winsen und Wulfsen möglich.
Der Verkehr ist überwiegend landwirtschaftlich geprägt, durch die Abwanderung auf die Straße gibt es kaum noch größere Verlader. Die Verladung von Zuckerrüben, ehemals sehr bedeutend, endete 1992. Es gab auch Sand- und Kiesgewinnung, bis 1972 betrieb die OHE bei Neu Garstedt eine Sandgrube für den Eigenbedarf.
Bis 2013 verkehrte noch dreimal wöchentlich ein Güterzug der OHE im Durchgangsverkehr von Celle nach Niedermarschacht, dieser tauschte auf den Unterwegsbahnhöfen bedarfsweise Güterwagen (Holzverladung in Gödenstorf-Oelstorf und Egestorf). Seit 2014 wird Niedermarschacht durch DB Cargo von Maschen aus bedient, der Übergang auf das Netz der OHE findet nun ohne Benutzung der Luhebahn direkt in Winsen statt.
Der Güterverkehr wird heute (2022) nach Bedarf durchgeführt, meist handelt es sich um in Winsen Süd entladene Baustoffzüge.